# Pleurocalyptus austrocaledonicus
Pleurocalyptus austrocaledonicus är en myrtenväxtart som först beskrevs av André Guillaumin, och fick sitt nu gällande namn av J.W.Dawson. Pleurocalyptus austrocaledonicus ingår i släktet Pleurocalyptus och familjen myrtenväxter. Inga underarter finns listade i Catalogue of Life.